# Velika Moštanica
Velika Moštanica (in serbo Велика Моштаница?) è un quartiere suburbano della capitale serba di Belgrado. Si trova nel comune di Čukarica a Belgrado.

## Posizione
Velika Moštanica si trova 22 km a sud-ovest di Belgrado, tra le autostrade Belgrado-Obrenovac (a 5 km) e Ibarska magistrala (a 4 km).

## Caratteristiche
Nel villaggio è presente una chiesa dedicata alla Natività della Beata Vergine Maria, costruita nel 1858. All'interno del sagrato della chiesa si trova un cimitero dei veterani, dove sono sepolti caduti nelle guerre serbo-ottomane (1876–1878), nella guerra serbo-bulgara del 1885 e nei Balcani che nelle due guerre mondiali. La chiesa e il cimitero sono dichiarati monumento culturale. Dal 2017 si tiene il festival teatrale annuale "Teatro Moki", dedicato all'autore Svetolik Ranković, nato a Velika Moštanica nel 1863.
Nel villaggio è presente un asilo infantile, un centro sanitario locale, una scuola elementare "Branko Radičević" e una casa etnica "Milovuk". Nelle vicinanze si trova lo stagno Đorićeva. L'agricoltura comprende principalmente frutteti e coltivazione di ortaggi. Lungo i torrenti Moštački e Stojkovački si trovano i corridoi verdi preservati.
Nel luglio 2023 la città ha annunciato piani per la massiccia urbanizzazione dell'area di Velika Moštanica-Pećani, che triplicherebbe la popolazione portandola a 9.750.

## Società
È statisticamente classificato come insediamento rurale (villaggio) e sperimenta una crescita costante della popolazione.

### Evoluzione demografica
Abitanti censiti

## Trasporti
Velika Moštanica è raggiungibile da Belgrado con le linee GSP giornaliere:
- Linea 513: Sremčica/Naselje Gorica — Velika Moštanica/Živojina Tabakovica;[4]
- Linea 551: Beograd na vodi — Sremčica.[5]

## Galleria d'immagini

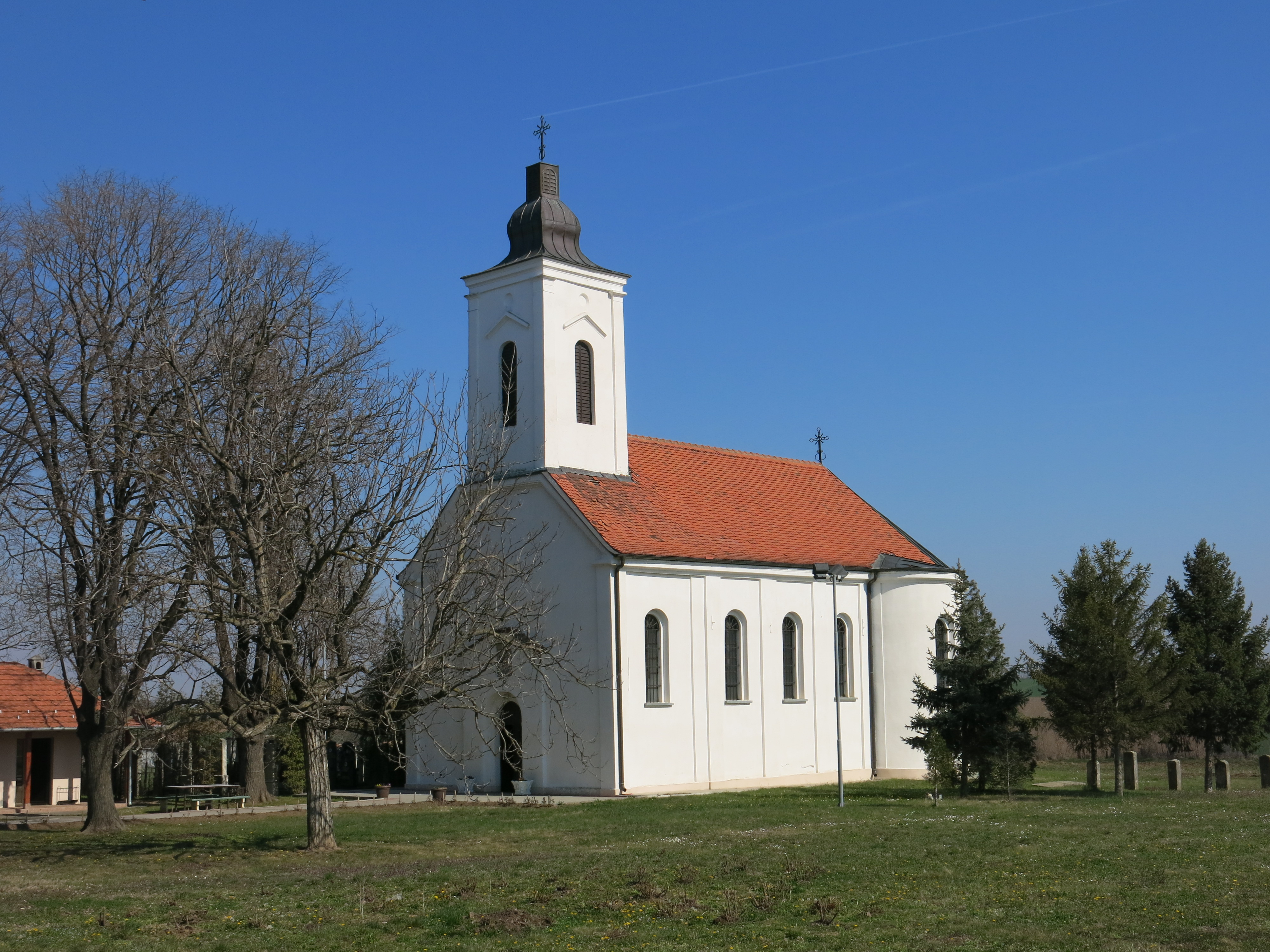
Chiesa della Natività della Beata Vergine Maria a Velika Moštanica.
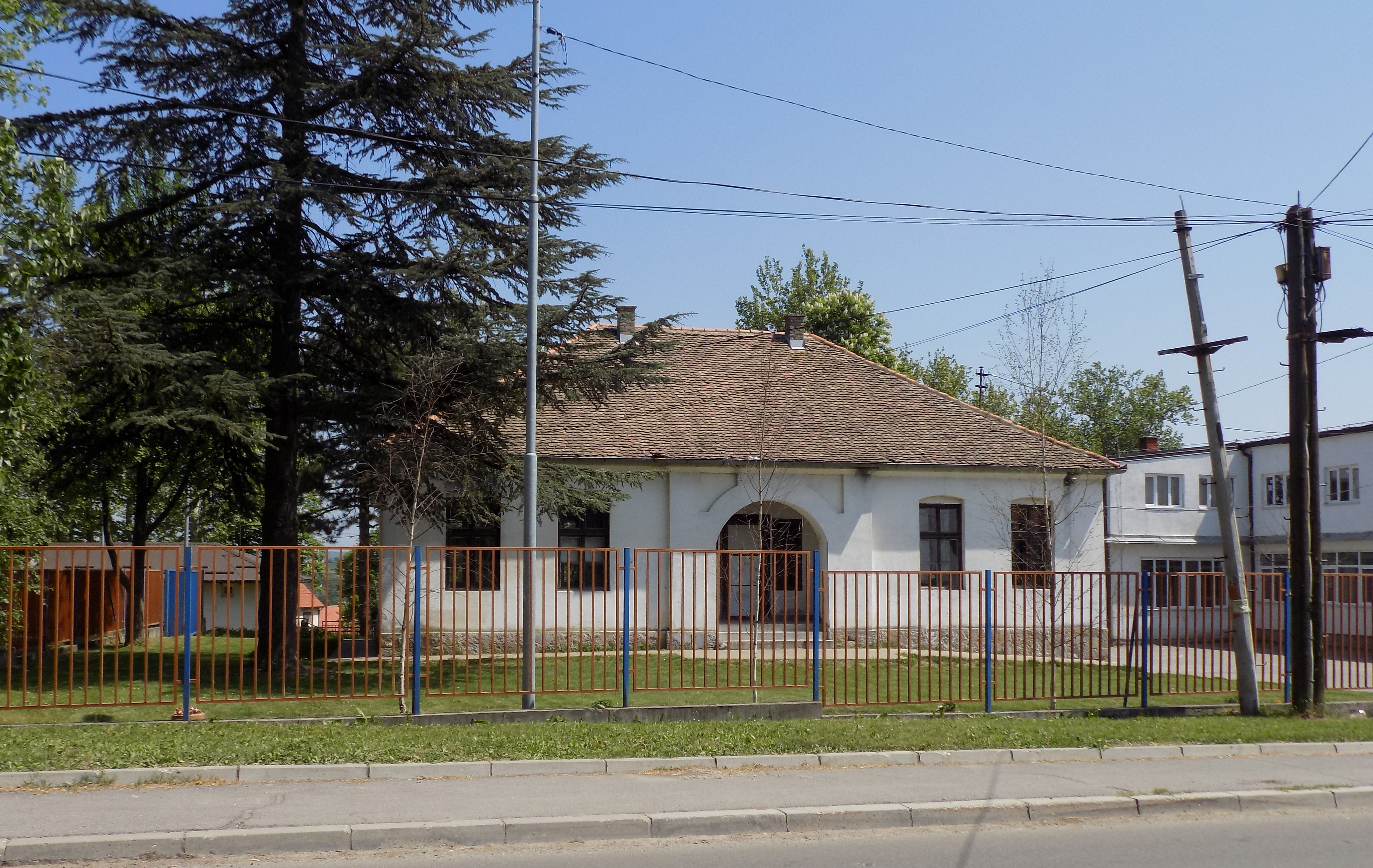
Vecchio edificio della scuola elementare a Velika Moštanica.